# Control de velocidad

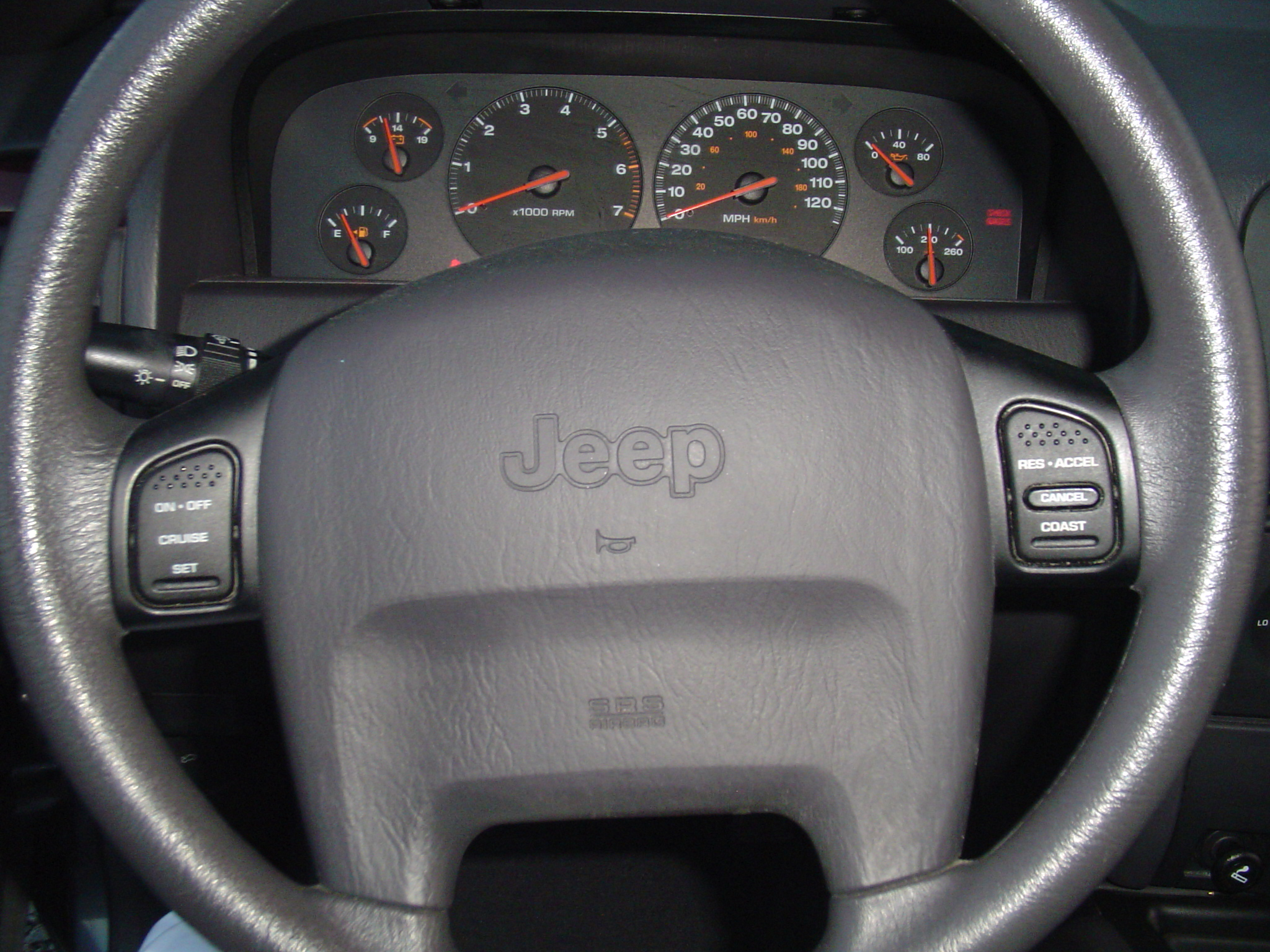
Control de velocidad de un Jeep Grand Cherokee de 2000 situado en el volante.

Señal indicadora de control de velocidad.

El control de velocidad, también conocido como regulador de velocidad, modo crucero o autocrucero (o cruise control en inglés y Tempomat en alemán) es un sistema que controla de forma automática el factor de movimiento de un vehículo de motor. El conductor configura la velocidad y el sistema controlará la válvula de aceleración o throttle del vehículo para mantener la velocidad de forma constante.

## Historia
Los primeros dispositivos para este propósito basados en un regulador centrífugo se usaron allá por los años 1910, principalmente por Peerless. Peerless hizo una campaña publicitaria en la que explicaba que su sistema "mantendría la velocidad tanto cuesta arriba como cuesta abajo". La tecnología la crearon James Watt y Matthew Boulton en 1788 para controlar el motor de vapor. El controlador ajusta la posición del acelerador a medida que la velocidad del motor varía con cargas diferentes.
Los controladores de velocidad modernos se inventaron en 1945 por el inventor ciego e ingeniero mecánico Ralph Teetor. Su idea nació del malestar que le producía ir en el vehículo con su abogado, quien frenaba y aceleraba continuamente según hablaba. El primer vehículo con el sistema de Teetor fue el Chrysler Imperial en 1958. Este sistema calculaba la velocidad sobre la carretera basándose en las rotaciones del palier y usaba una bobina para variar la posición del acelerador según fuera necesario.

## Principio de funcionamiento
Los controles de velocidad actuales pueden estar o no activados antes de usarse – en algunos modelos está siempre activo pero no siempre en funcionamiento, en otros hay un interruptor para activarlo, que debe presionarse después de arrancar el motor. En la mayoría de casos hay botones con funciones para activar, continuar, acelerar y "coast". En ocasiones también hay un botón para cancelar. Pisando, indiferentemente, el pedal del freno o del embrague, el sistema es desactivado. El sistema se opera de diferentes formas, según el fabricante, ej. con dos o más botones en los radios del volante o al borde de la rueda del volante como en los vehículos de la marca Honda, o en la manilla de los intermitentes como en algunos modelos de General Motors o con una manilla exclusivamente para este propósito como en modelos de BMW o Toyota. Los modelos iniciales hicieron uso de un dial para regular la velocidad.
El conductor debe elevar la velocidad del vehículo de forma manual y entonces usar el control para establecer la velocidad actual como velocidad de crucero. El control de velocidad calcula la velocidad a partir de un palier rotatorio, velocímetro, sensor de velocidad (situado en las ruedas) o a partir de las rpm del motor. 
El vehículo mantiene la velocidad tirando del cable del acelerador con una bobina o un servomotor basado en vacío. 
La mayoría de sistemas pueden desactivarse de forma explícita o automática cuando el conductor pisa el freno o el embrague. El control de velocidad, a menudo, incluye una función de memoria para restablecer la velocidad configurada antes tras frenar el vehículo y una función para disminuir la velocidad apretando un botón. Cuando el control de velocidad esta activo, es posible acelerar el vehículo pisando el acelerador, pero cuando éste se libera, el vehículo reducirá la velocidad hasta alcanzar de nuevo la velocidad de crucero. 
La última generación de controles de velocidad de forma electrónica pueden integrarse fácilmente en la unidad de control de motor). Los desarrollos actuales incluyen una función para reducir la velocidad de forma automática si el vehículo se aproxima a una cierta distancia del vehículo precedente y cuando se aplica un límite de velocidad (que es registrado por una cámara). Esto es una ventaja especialmente en trayectos que el conductor no conoce.

## Ventajas y desventajas
El control de velocidad trae consigo una serie de ventajas y desventajas.
Como ventajas cabe destacar:
- Su utilidad para trayectos largos con poco tráfico, pues el desgaste por parte del conductor es menor.
- Algunos conductores lo usan para no violar de forma inconsciente el límite de velocidad, disminuyendo el riesgo de ser multado. Hay que hacer notar al respecto que el vehículo, en tramos cuesta abajo, puede incrementar su velocidad más allá de la configurada en el control en pendientes pronunciadas.

Por otro lado, el control de velocidad también puede desempeñar un papel perjudicial dando pie a accidentes:
- La falta de necesidad de mantener el pie presionando el acelerador puede desembocar en accidentes debido a la denominada hipnosis de la autopista o conductores incapacitados; puede que modelos futuros incluyan un pedal de hombre muerto para evitar este problema.
- Si se usa en condiciones climatológicas desfavorables, con la calzada mojado o con nieve, el vehículo podría patinar si no cuenta con control de estabilidad. Pisar el freno bajo estas circunstancias para desactivar el control de velocidad, puede resultar en la pérdida de control sobre el vehículo.

Conducir sobre un terreno irregular, con subidas y bajadas, puede hacerse de forma más efectiva en términos de consumo de combustible por parte de un conductor experimentado, manteniendo la válvula del combustible constante. Para ello es necesario adaptarse al terreno y ganar momento en las bajadas, especialmente antes de una subida, y reducirlo durante el tramo ascendente. El control de velocidad trabajará de forma inversa, abriendo la válvula de combustible durante la subida para mantener una velocidad constante y cerrándola durante la bajada para no acelerar el vehículo aún más.

## Control de velocidad inteligente
Este sistema (denominado en inglés adaptive cruise control, ACC) está disponible en algunos vehículos de última generación. Se basan en un radar o bien en un láser para permitir mantener la misma velocidad que el vehículo precedente, también a bajas velocidades (ej. vía congestionada por el tráfico). El sistema frena y acelera de forma autónoma para mantener la distancia preestablecida por el conductor. Algunos de estos sistemas disponen de una función denominada forward collision warning (al español "preaviso de colisión") que advierte al conductor de que el vehículo precedente está tan cerca que un frenado por parte de éste desembocaría en un accidente.